# Velilla de Ebro
Pour les articles homonymes, voir Velilla (homonymie) et Ebro (homonymie).
Velilla de Ebro est une commune d’Espagne, dans la province de Saragosse, communauté autonome d'Aragon comarque de Ribera Baja del Ebro.